# Sangpo Päl
Sangpo Päl (1261 - 1323), voluit Danyi Chenpo Sangpo Päl, was een Tibetaans geestelijke uit de sakyatraditie van het Tibetaans boeddhisme. Hij was de elfde sakya trizin, de hoogste geestelijk leider van de sakyatraditie, die in Tibet een bevoorrechte positie had onder de Yuan dynastie. Hij regeerde in naam vanaf 1298, feitelijk van 1306 tot zijn dood in 1323.
Hij volgde in 1298 Jamyang Rinchen Gyaltsen op. Na hem had zijn zoon Namkha Legpa de geestelijke leiding over de sakya-orde.

## Familie en opvoeding
Sangpo Päl behoorde tot het geslacht Khon, waaruit vanouds de hoogste geestelijk leiders in de Sakya-traditie afkomstig waren. Het geslacht verkreeg een leidende positie in Tibet onder zijn oom Drogön Chögyal Phagpa († 1280), die als Boeddhistisch intellectueel, het vertrouwen genoot van de Mongoolse heerser Kublai Khan, grondlegger van de Yuandynastie. Phagpa's broer Yeshe Jungne (1238-1274) woonde in Yunnan in zuidwest China waar hij de huislama was van Kublai Khan's zoon Hügechi. Yeshe kreeg een zoon met de naam Sangpo Päl. De jongen werd opgevoed in Sakya maar verwaarloosde zijn religieuze studies. Op de leeftijd van 21 jaar moest hij zich melden aan het keizerlijk hof in Peking op initiatief van Abu, een vrouw van Kublai Khan. Later werd hij een persona non grata nadat getwijfeld werd aan zijn legitimiteit. Sangpo Päl werd verbannen naar een eiland voor de kust van Zuid-China. Hij was het enig overgebleven lid van het geslacht Khon, na het overlijden van zijn neef Dharmapala Raksita in 1287, maar werd gepasseerd als opvolger. Kublai Khan gaf op dat moment de voorkeur aan iemand van het geslacht Sharpa, Jamyang Rinchen Gyaltsen, als leider van Sakya. Diens broer Yeshe Rinchen werd benoemd tot Dishi (keizerlijk leermeester in een patroon-priesterrelatie), en kreeg daarmee ook invloed op Tibetaanse zaken.

## Verkrijging van de Sakyazetel
Na de dood van Kublai Khan in 1294, kwam er een beweging op om Sangpo Päl terug te brengen als heerser van Sakya. Bestuurder (dpon-chen of ponchen) Aglen nam het initiatief om in Sakya een bijeenkomst over de kwestie te organiseren. Men besloot een petitie naar de Dishi in Peking te sturen. De zaak werd voor khan Temür gebracht, die het raadzaam vond toe te stemmen. Sangpo Päl werd in 1296 van het eiland gehaald en kwam in 1298 in het Sakyaklooster aan. Om zijn positie te verstevigen voorzag Temür hem van een Mongoolse prinses, Müdegen. Op last van de khan trouwde hij met nog vijf andere vrouwen, die tot de hoogste kringen van Tibet behoorden. Hoewel Sangpo Päl formeel de macht kreeg, bleef zijn voorganger Jamyang Rinchen Gyaltsen feitelijk aan de macht tot 1303. Toen werd deze naar Peking verzocht, om aan het keizerlijk paleis de positie van Dishi te bekleden. Sangpo Päl had inmiddels zijn religieuze studies hervat. Gezegd werd dat hij een boers persoon was, met slechte manieren en ruwe taal. Pas in 1306 nam hij waardig de volledige taken als abt-heerser van Sakya op zich. In 1311 kende de Khan hem de titel Guoshi (Staats-leermeester) toe, en twee jaar later legde hij de volledige monnikengelofte af. Hij had inmiddels veel kinderen gekregen, waaronder 13 zoons. De omstandigheden waren in zijn jaren in het algemeen vreedzaam in Tibet. De 13 trikor (tienduizendschappen) van Centraal-Tibet werden bestuurd door de volgende dpon-chen:
- Sengge Pal (begin 14e eeuw)
- Odzer Sengge (circa 1315-1317)
- Kunga Rinchen (circa 1319)
- Donyo Pal (circa 1320)
- Yontsun Drakpa Dar (voor322)
- Odzer Sengge (?-1328/29, tweede termijn)

## Kiemen van verdeeldheid
Het familienetwerk van Sangpo Päl, en de keizerlijke voordelen die hij genoot, gaven de Khonlinie een zekere invloed over Tibet. Zijn zoon Künga Lodrö Gyaltsen Päl Sangpo werd in 1314 aangesteld als Dishi. Daarna werd deze positie tot 1362 door een aantal nakomelingen bekleed. Als keizerlijk leermeesters hadden ze invloed in Tibetaanse kwesties, hun orders werden uitgebracht uit naam van de keizerlijke autoriteit. Omdat de verschillende zoons in de familie zich trachtten te onderscheiden, ontstonden rivaliteiten in de Khon familie. Toen Dishi Kunga Lotro Gyaltsen in 1322 vanuit Peking naar Sakya terugkeerde, nam hij het initiatief om de kinderen in vier groepen te verdelen; elke groep kreeg een deel van het erfgoed van Sangpo Päl. De vier takken (ladrang) werden genoemd naar de paleizen waar ze gingen verblijven:
- Zhitog paleis, officiële residentie van de hoofdabt tot 1959.
- Lhakhang paleis.
- Rinchengang paleis, noordoost van Zhitog.
- Ducho paleis, zuidoost van Zhitog.

De gevolgen hiervan waren ingrijpend. Elk paleis had een abt, (dansa) en de hoofdabt (dansa chenpo) was slechts in naam bovengeschikt. Nu ze intern waren verzwakt, was het voor de elite van Sakya niet mogelijk de toenemende onrust in de duizendschappen van Centraal-Tibet het hoofd te bieden. Toen Sangpo Päl overleed (mogelijk in 1323), was het duizendschap van de Phagmodru-dynastie inmiddels in opkomst; in de jaren 1350 zouden ze de macht van Sakya overnemen.